# Meffert Farbwerke
Die Meffert AG Farbwerke ist ein deutscher Hersteller von Farben, Lacken, Putzen und Bautenschutzprodukten.

## Unternehmensstruktur
Das Unternehmen mit Hauptfirmensitz in Bad Kreuznach ist vollständig im Besitz der Familie Meffert. Es verfügt über sieben deutsche Produktionsstandorte in Bad Kreuznach, Ostrau, Erfurt, Königswinter, Jever und Mainz-Mombach.
Zudem werden mittlerweile an fünf Auslandsstandorten in Dnipro (Ukraine), Noginsk (Russland), Marijampolė (Litauen) sowie in Rétság (Ungarn) und Verona (Italien) Meffert-Produkte hergestellt. Sechs internationale Distributionszentren betreuen die Auslandsmärkte.

## Geschichte
Der Grundstein für das Unternehmen wurde 1947 mit der Eröffnung eines Farbengeschäftes in der Bad Kreuznacher Innenstadt gelegt. Mit der eigenen Farbenproduktion startete der Betrieb 1955. Sieben Jahre später, 1962, zog die Otto Meffert & Sohn GmbH in das Bad Kreuznacher Industriegebiet, wo die Produktion von Dispersionsfarben ausgebaut wurde. 1969 wurde die Produktion von Öl- und Lackfarben gestartet, was 1975 zur Einstellung des Großhandels zugunsten reiner Produktion führte. Der heutige Vorstand übernahm die Leitung 1985 und führte das Unternehmen 1991 in die internationale Ausrichtung. 1992 wurde in Ostrau die zweite von inzwischen sechs inländischen Produktionsstätten eingeweiht. Bereits 1996 erweiterte die Meffert AG ihr Ostrauer Werk um eine Produktionsanlage für Acryllacke und -lasuren.
1997 wurde die Otto Meffert & Sohn GmbH in die Meffert AG Farbwerke umgewandelt. Die Meffert-Unternehmensgruppe begann ab dem Jahr 2000 mit der Eingliederung mehrerer bekannter Unternehmen. Der Anfang wurde mit dem Erwerb der Dinova GmbH & Co. KG in Königswinter von den Didier Werken gemacht. Mit der Tex-Color GmbH & Co. KG in Erfurt kam 2003 ein weiteres Werk hinzu. Seit 2007 wird das Meffert-Sortiment durch die Produkt-Palette der Mainzer Lackfabrik J. Albrecht GmbH & Co. KG ergänzt. Die K. C. Dichtstoff GmbH & Co. KG in Trebur, ein Hersteller von Silicon-, Acryl- und PUR Klebe- bzw. Dichtmassen, wurde im Jahr 2008 in die Unternehmensgruppe eingebunden. 2013 erfolgte die Umfirmierung in Pronova Dichtstoffe GmbH & Co. KG. Ein weiterer bedeutender Punkt war die Gründung der Meffert AG Schweiz im Jahr 2014. 2016 wurden die Tochtergesellschaften Meffert Production Noginsk und Meffert Polilux komplett in die Unternehmensgruppe integriert. Neben den Aktivitäten der Duisburger FEIDAL GmbH Lacke + Farben in Form eines Asset Deals übernahm die Meffert AG zusammen mit einem italienischen Partner Colorificio A. & B. Casati Spa in Verona. Zum 1. Januar 2022 erwarb die Meffert AG Farbwerke Mehrheitsanteile an der Bio Pin Naturfarben GmbH & Co.KG in Jever.

## Abbildungen

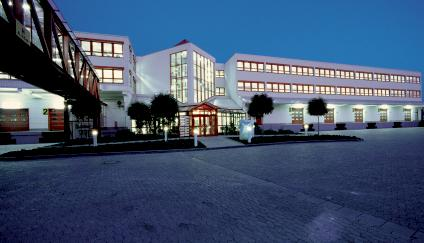
Das Firmengebäude der Meffert AG in Bad Kreuznach
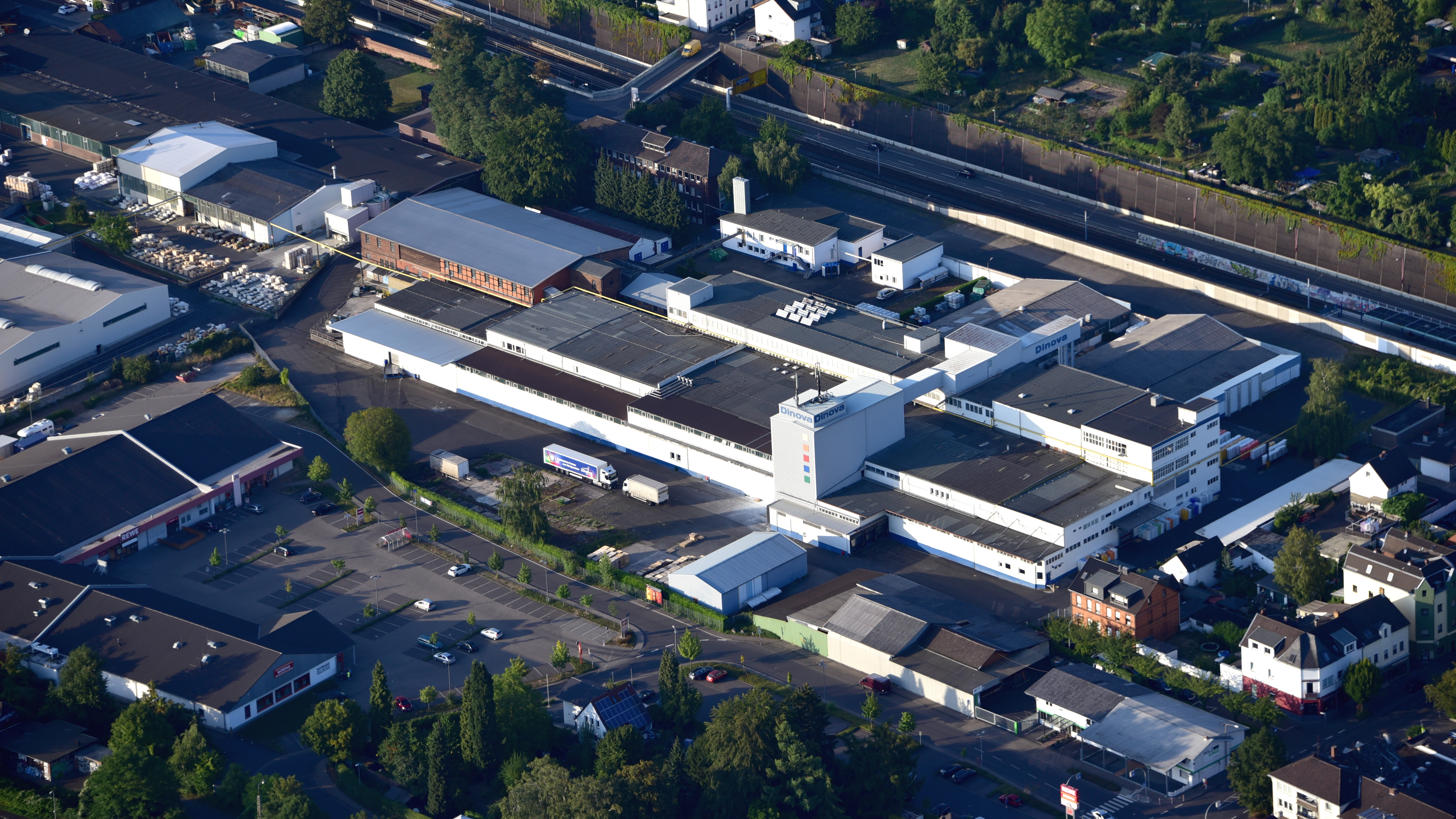
Dinovawerk in Königswinter, Luftaufnahme (2018)
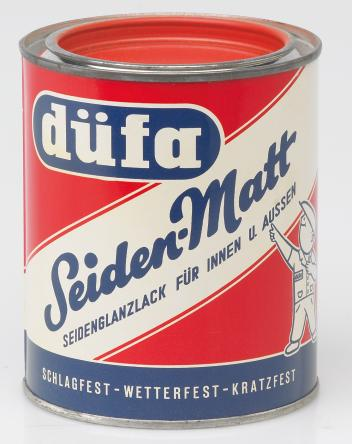
Düfa Seidenmattlack aus den 60er Jahren
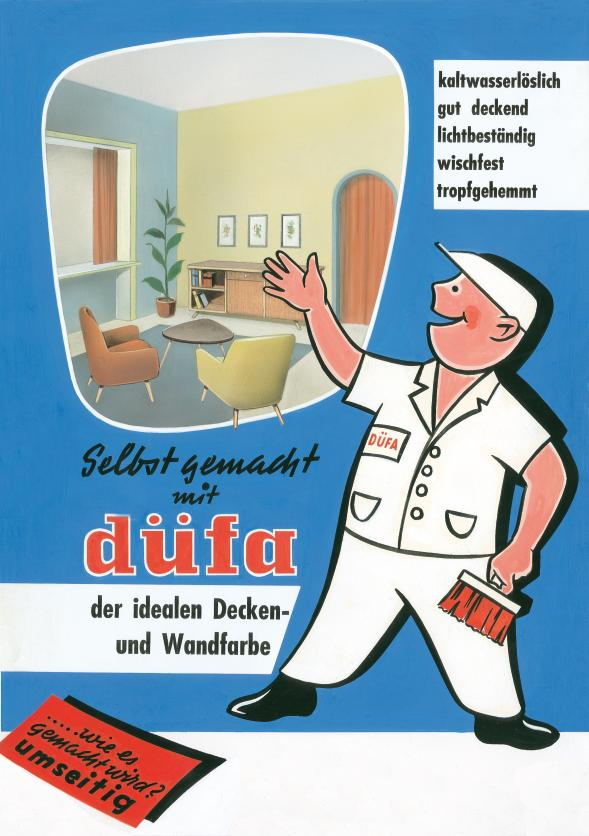
Werbeplakat der 60er Jahre